# Charlesworth Bodies

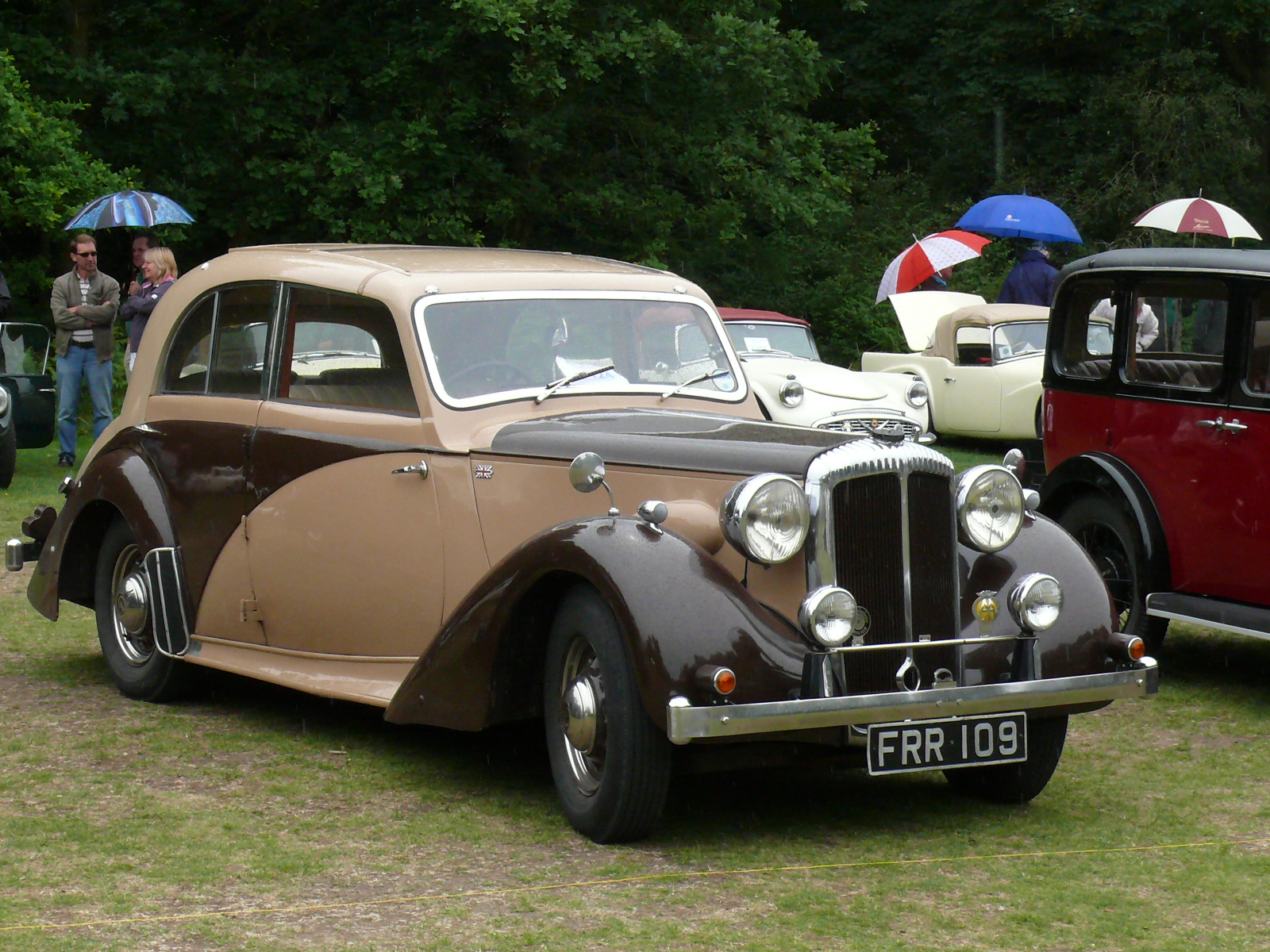
1939 Daimler Eighteen Dolphin Sports Saloon by Charlesworth

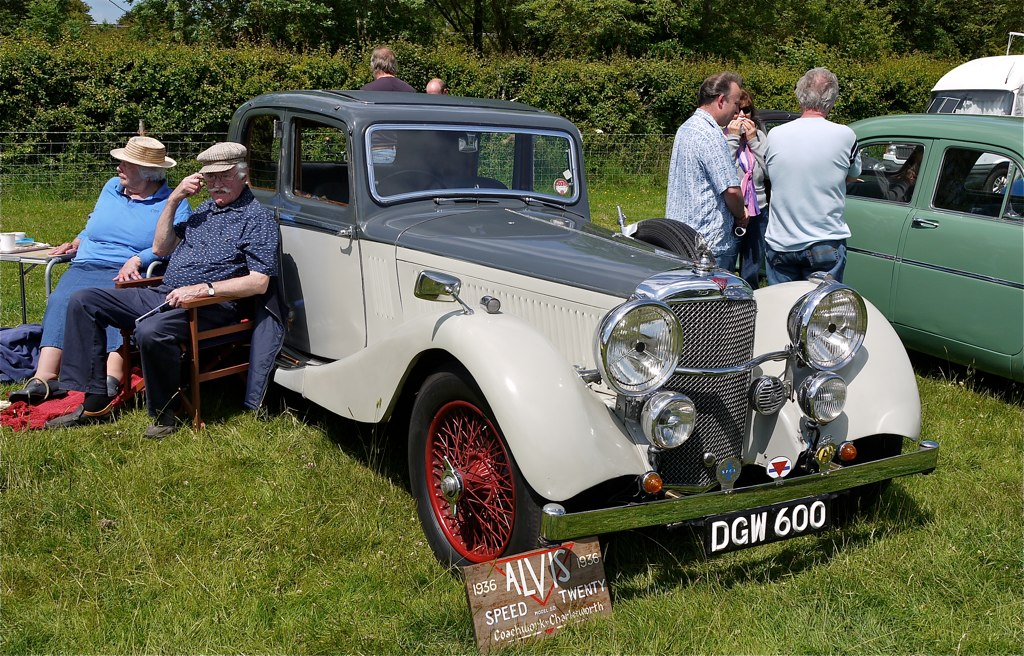
1936 Alvis Speed 20 Sports Saloon by Charlesworth

Charlesworth Bodies Ltd var en brittisk karossbyggare med tillverkning i Coventry grundat 1931. Företaget hade dock i sin helhet sina rötter företrädaren Charlesworth Bodies, vilken hade grundats redan 1907 av de båda kompanjonerna Charles Gray Hill (född 1864) och Charles Sterne (född 1877). Dock tvingades företaget träda i likvidation under den stora depressionen 1931 men nya bolagsmän kom till räddning och rörelsen kunde rekonstrueras och drivas vidare under namnet Charlesworth Bodies Ltd redan samma år. Företaget upplöstes slutgiltigt cirka 1950. 

## Produktion
Charlesworth Bodies var i första hand inriktat på tillverkning av karosser i små volymer för mindre brittiska personbilstillverkare som exempelvis Alvis, Armstrong Siddeley, Brough Superior, Lea-Francis och MG men även för större tillverkare som Hillman och Singer. Man gjorde dessutom även enstaka skräddarsydda specialkarosser på chassin åt bland annat Sunbeam men även till lyxigare bilmärken som Bentley, Daimler och Rolls-Royce. Utöver produktionen av karosser till olika personbilar tillhandahöll företaget även överbyggnader till lättare last- och skåpbilar.
Vid mitten av 1930-talet tillverkade Charlesworths cirka 500 karosser om året och vid denna tid var deras största kund Alvis, tätt följd av MG. De olika biltillverkarna levererade nakna chassin till företaget som sedan tog mellan fyra och sex veckor på sig att helt färdigställa varje bil för leverans ut till sina kunder.
Under andra världskriget ställde man om till krigsproduktion vilket i detta fall innebar tillverkning av olika komponenter åt flygindustrin. Under denna tid anslöt sig även den driftige ingenjören Cecil Kimber till bolaget och man drev nu även en industrianläggning i Gloucestershire.
När kriget var över 1945, tvingades man konstatera att efter flera decennier av god avsättning på marknaden för olika specialkarosser ända fram till krigsutbrottet 1939, rådde nu en kraftigt minskad efterfrågan på skräddarsydda personbilar. Efter några år uppöstes bolaget och tyvärr verkar bolagets arkiv förstörts ungefär samtidigt, så därför är många uppgifter om Charlesworths produktion baserade på uppskattning och antaganden utifrån oberoende samtida skriftliga källor.